# Eumichtis evalensis
Eumichtis evalensis là một loài bướm đêm trong họ Noctuidae.